# Coleogyne ramosissima
Coleogyne ramosissima är en rosväxtart som beskrevs av John Torrey. Coleogyne ramosissima ingår i släktet Coleogyne och familjen rosväxter. Inga underarter finns listade i Catalogue of Life.

## Bildgalleri

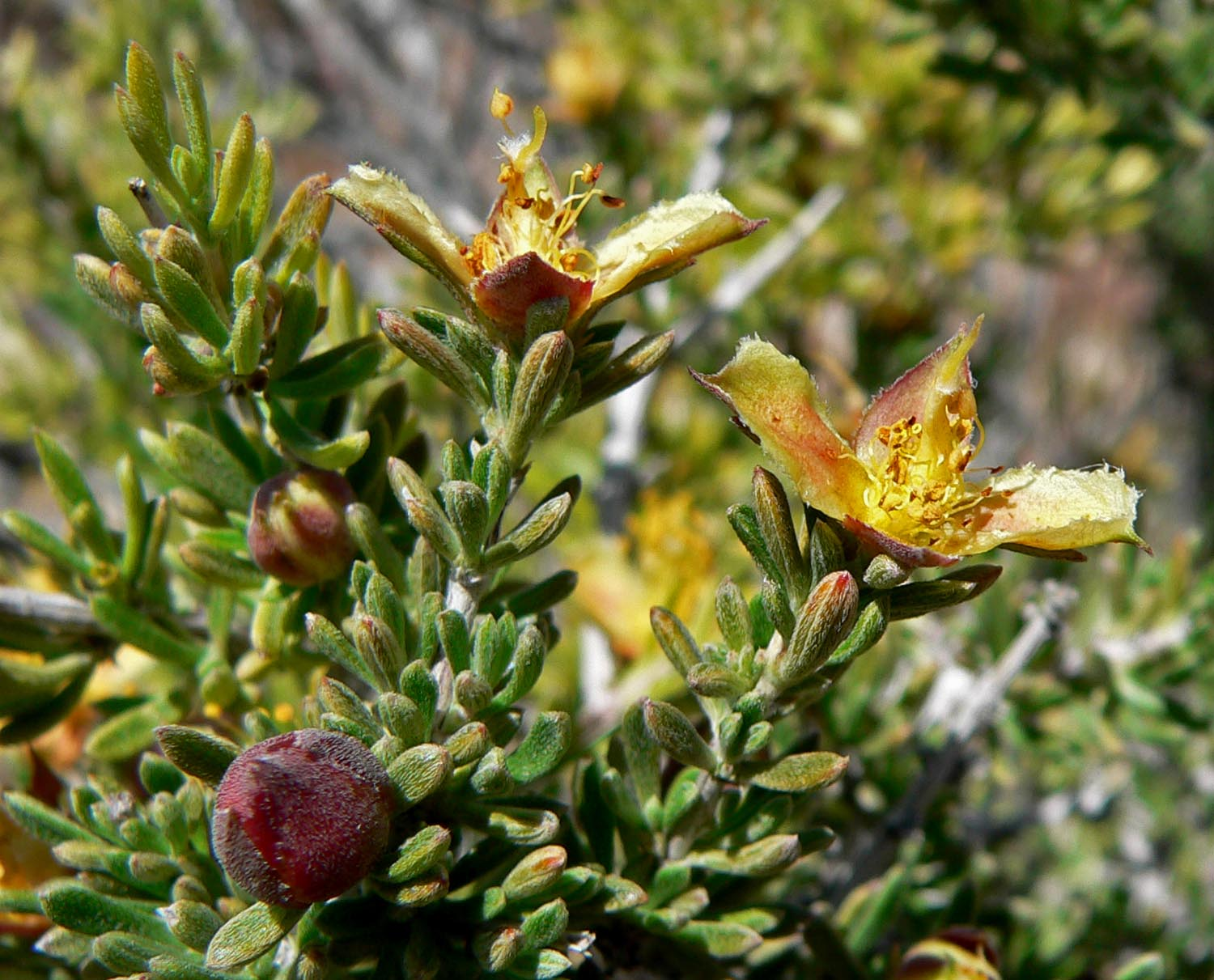
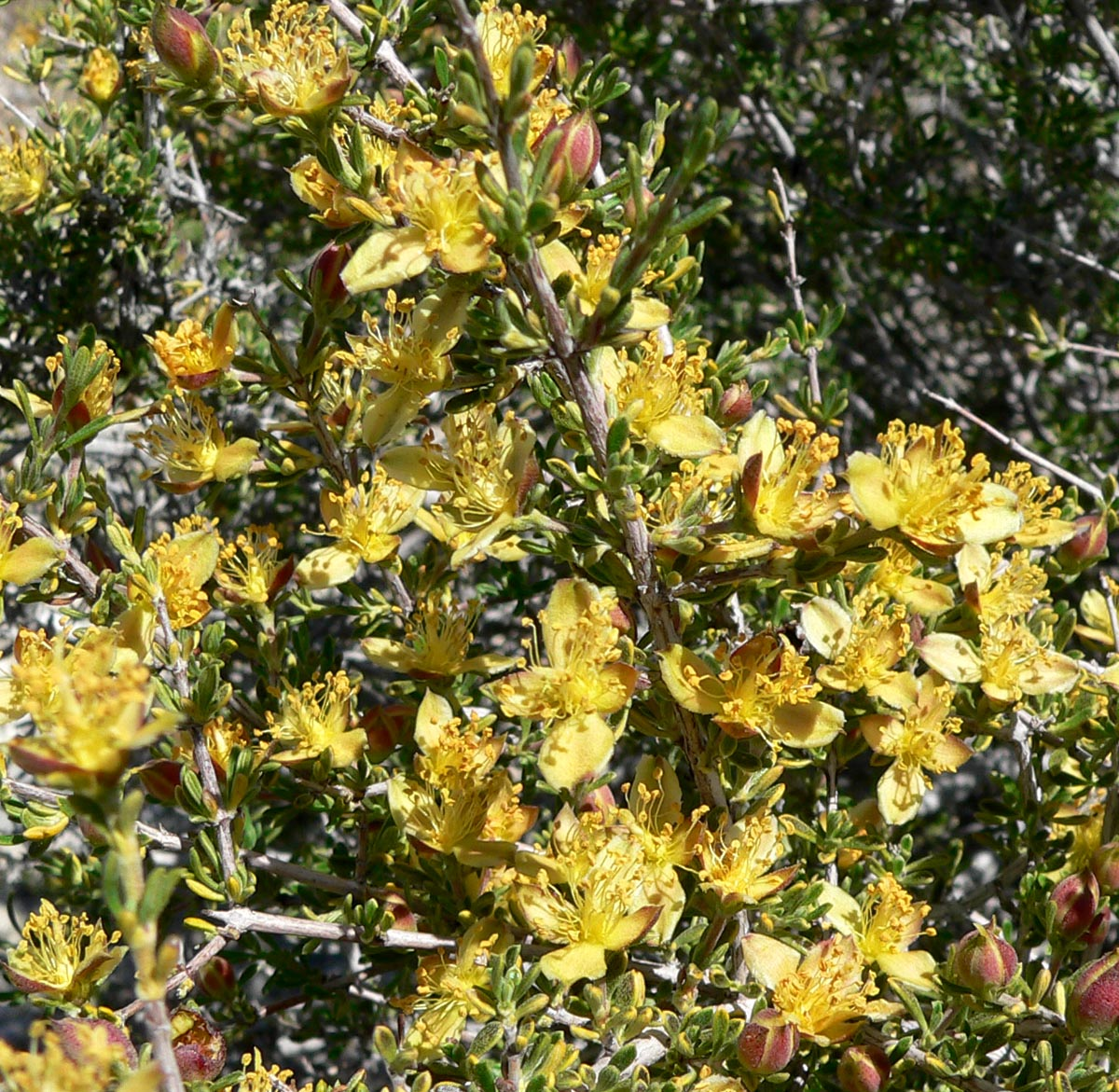
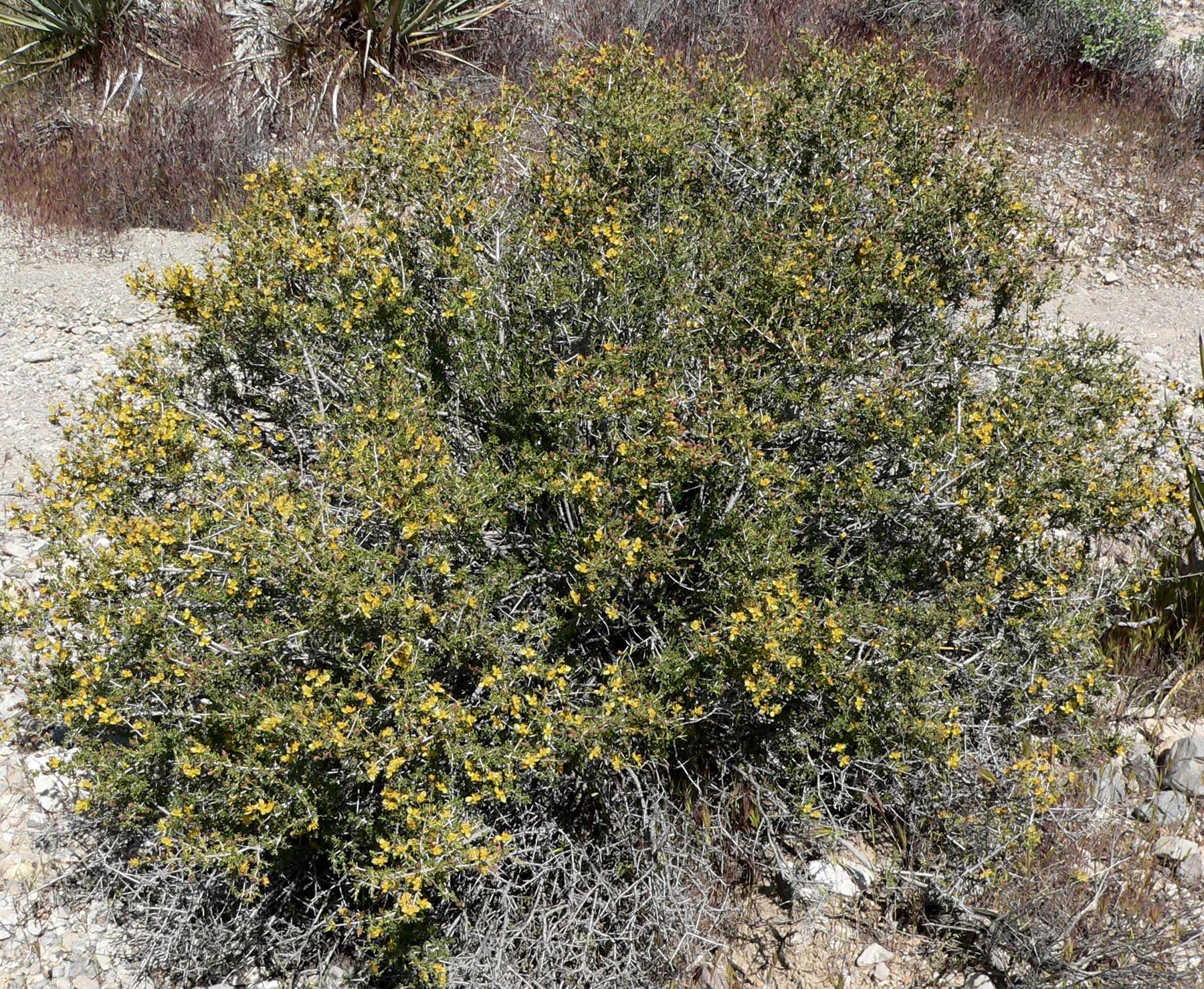
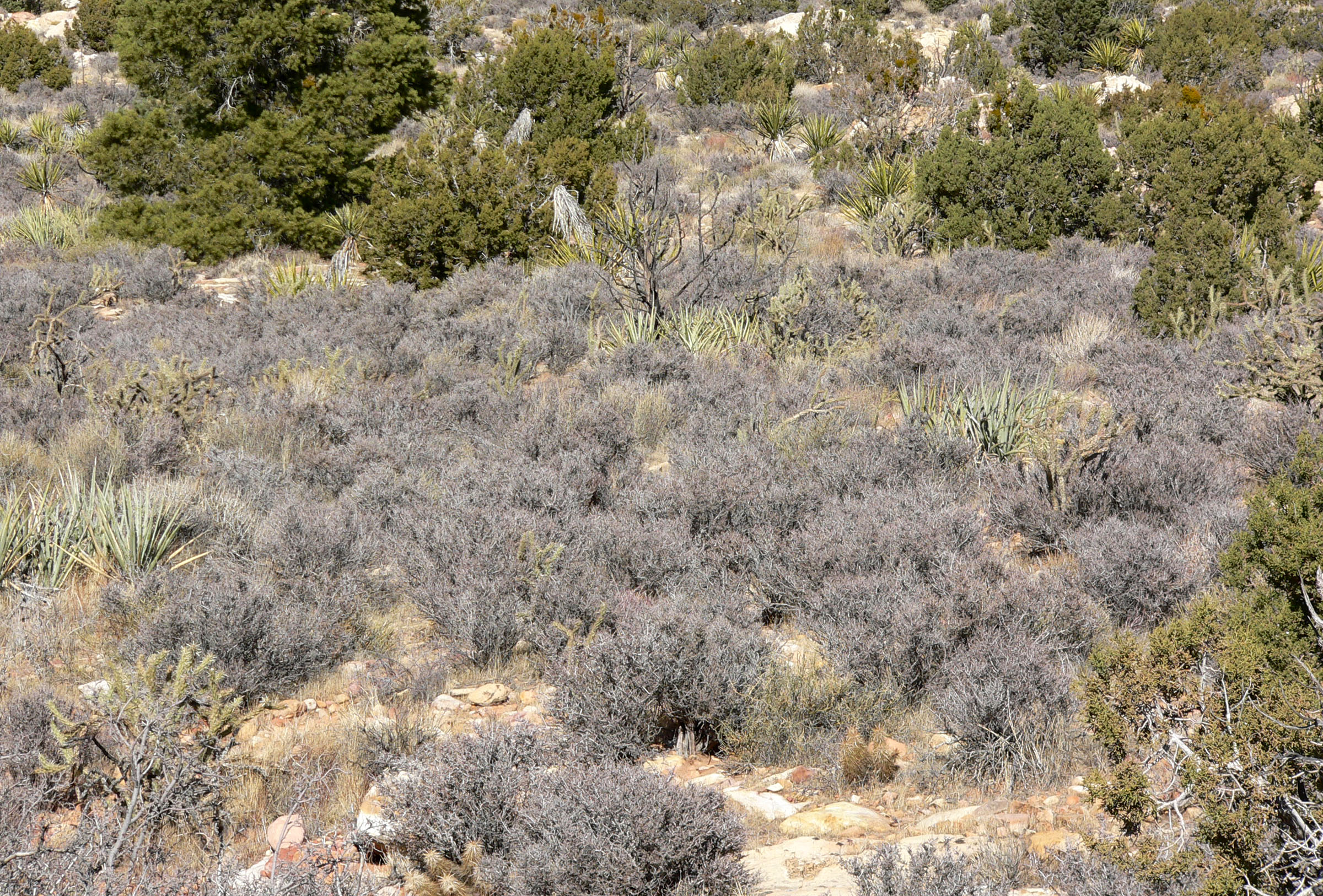
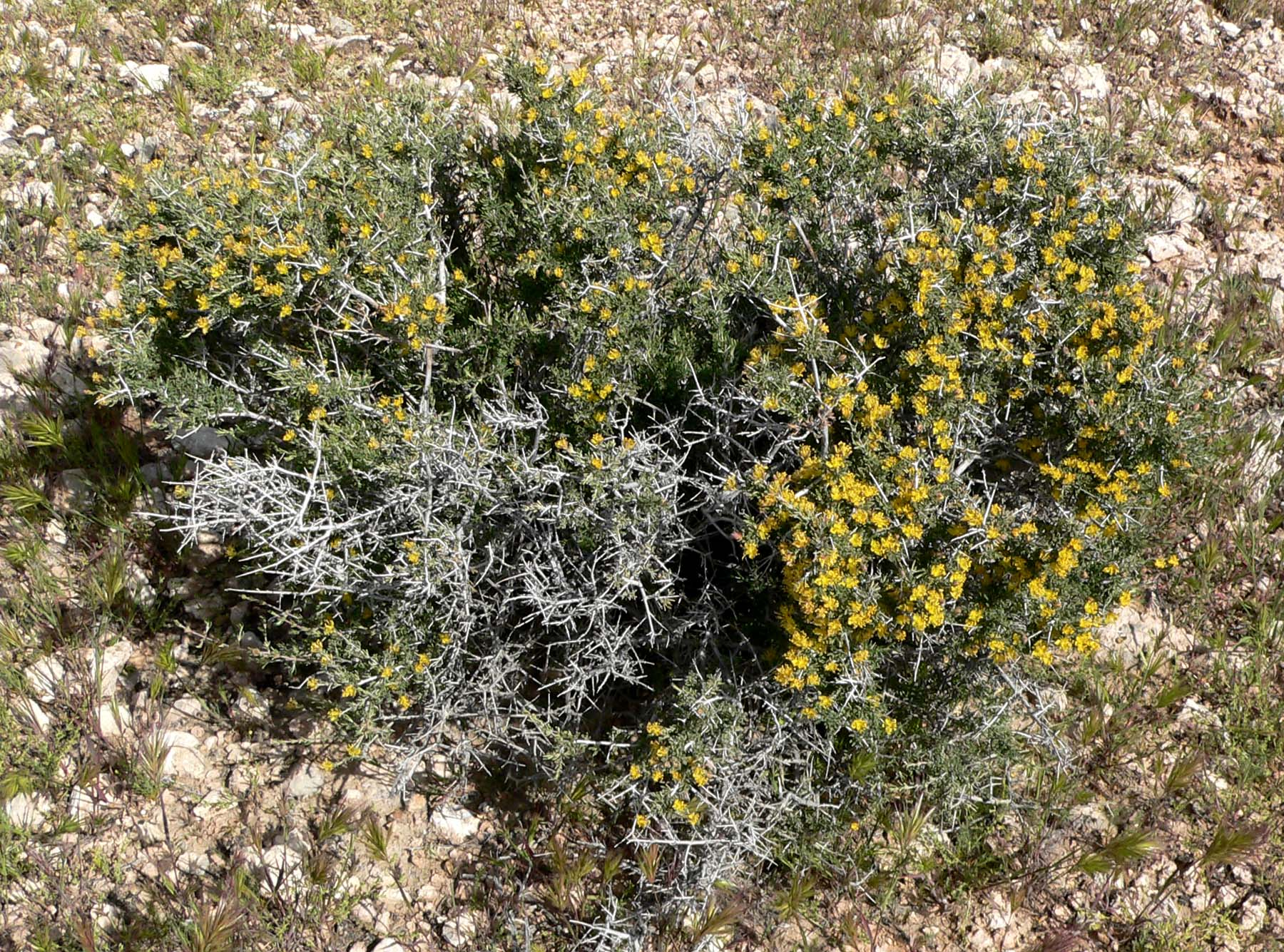
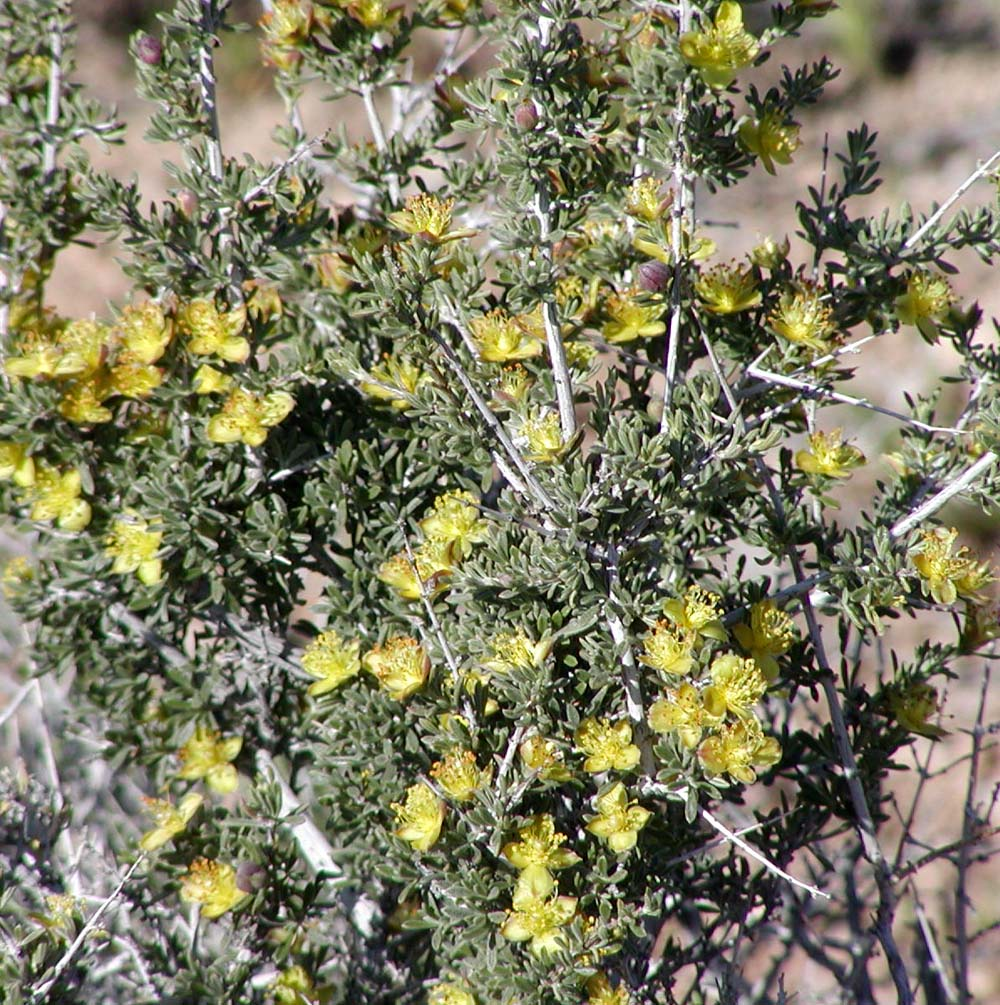